# Pomerânia Oriental (distrito)
Pomerânia Oriental (em alemão: Ostvorpommern) foi um distrito (kreis ou landkreis) da Alemanha localizado no estado de Meclemburgo-Pomerânia Ocidental. Na reforma distrital de 4 de setembro de 2011, Pomerânia Oriental foi incorporado ao novo distrito de Vorpommern-Greifswald.

## Cidades e municípios
| Cidade (livre): | Município (livre): |
| 1. Anklam       | 1. Heringsdorf     |

| Ämter (associações municipais) | Ämter (associações municipais) | Ämter (associações municipais) |
| --- | --- | --- |
| - 1. Am Peenestrom 1. Buggenhagen 2. Hohendorf 3. Krummin 4. Lassan2 5. Lütow 6. Sauzin 7. Wolgast1, 2 8. Zemitz - 2. Anklam-Land 1. Bargischow 2. Blesewitz 3. Boldekow 4. Bugewitz 5. Butzow 6. Ducherow 7. Iven 8. Krien 9. Krusenfelde 10. Liepen 11. Medow 12. Neetzow 13. Neu Kosenow 14. Neuendorf A 15. Neuendorf B 16. Neuenkirchen 17. Postlow 18. Putzar 19. Rossin 20. Sarnow 21. Spantekow1 22. Stolpe | - 3. Landhagen 1. Behrenhoff 2. Dargelin 3. Dersekow 4. Diedrichshagen 5. Hinrichshagen 6. Levenhagen 7. Mesekenhagen 8. Neuenkirchen1 9. Wackerow 10. Weitenhagen - 4. Lubmin 1. Brünzow 2. Hanshagen 3. Katzow 4. Kemnitz 5. Kröslin 6. Loissin 7. Lubmin1 8. Neu Boltenhagen 9. Rubenow 10. Wusterhusen - 5. Usedom-Nord 1. Karlshagen 2. Mölschow 3. Peenemünde 4. Trassenheide 5. Zinnowitz1 | - 6. Usedom-Süd 1. Benz 2. Dargen 3. Garz 4. Kamminke 5. Korswandt 6. Koserow 7. Loddin 8. Mellenthin 9. Pudagla 10. Rankwitz 11. Stolpe auf Usedom 12. Ückeritz 13. Usedom1, 2 14. Zempin 15. Zirchow - 7. Züssow 1. Bandelin 2. Gribow 3. Groß Kiesow 4. Groß Polzin 5. Gützkow2 6. Karlsburg 7. Klein Bünzow 8. Kölzin 9. Lühmannsdorf 10. Murchin 11. Rubkow 12. Schmatzin 13. Wrangelsburg 14. Ziethen 15. Züssow1 |
| 1sede do Amt; 2cidade | | |